# September (2004)
September è l'album di esordio della cantante pop svedese September, pubblicato l'11 febbraio 2004 in Svezia dall'etichetta discografica Stockholm.
L'album è stato pubblicato in seguito al successo dei primi due singoli della cantante, La La La (Never Give It Up) e We Can Do It, inseriti nel disco, promosso anche dal brano September All Over, uscito contemporaneamente all'album.
Nel 2008 è stato pubblicato dalla cantante un altro album con il medesimo titolo che però non ha niente a che vedere con questo, ma è una raccolta dei brani più significativi dell'artista pubblicata come suo album di esordio in Stati Uniti, Canada e Australia.

## Tracce
CD (Stockholm 981 175-9  [se])
1. Same Old Song – 3:27
2. September All Over – 3:47
3. Get What You Paid For – 3:23
4. La La La (Never Give It Up) – 3:18
5. Mary Ann – 3:08
6. We Can Do It – 3:36
7. Can't Love Myself – 3:29
8. Star Generation – 3:17
9. Pretty World – 3:41
10. Love Thing – 3:24
11. Love for Free – 3:27

Durata totale: 37:57

## Classifiche
| Paese  | Posizione massima |
| ------ | ----------------- |
| Svezia | 36                |